# 千葉県道160号加茂木更津線
千葉県道160号加茂木更津線（ちばけんどう160ごう かもきさらづせん）は、千葉県市原市と木更津市を結ぶ一般県道。君津市末吉 - 終点間は千葉県道23号木更津末吉線との重用区間である。

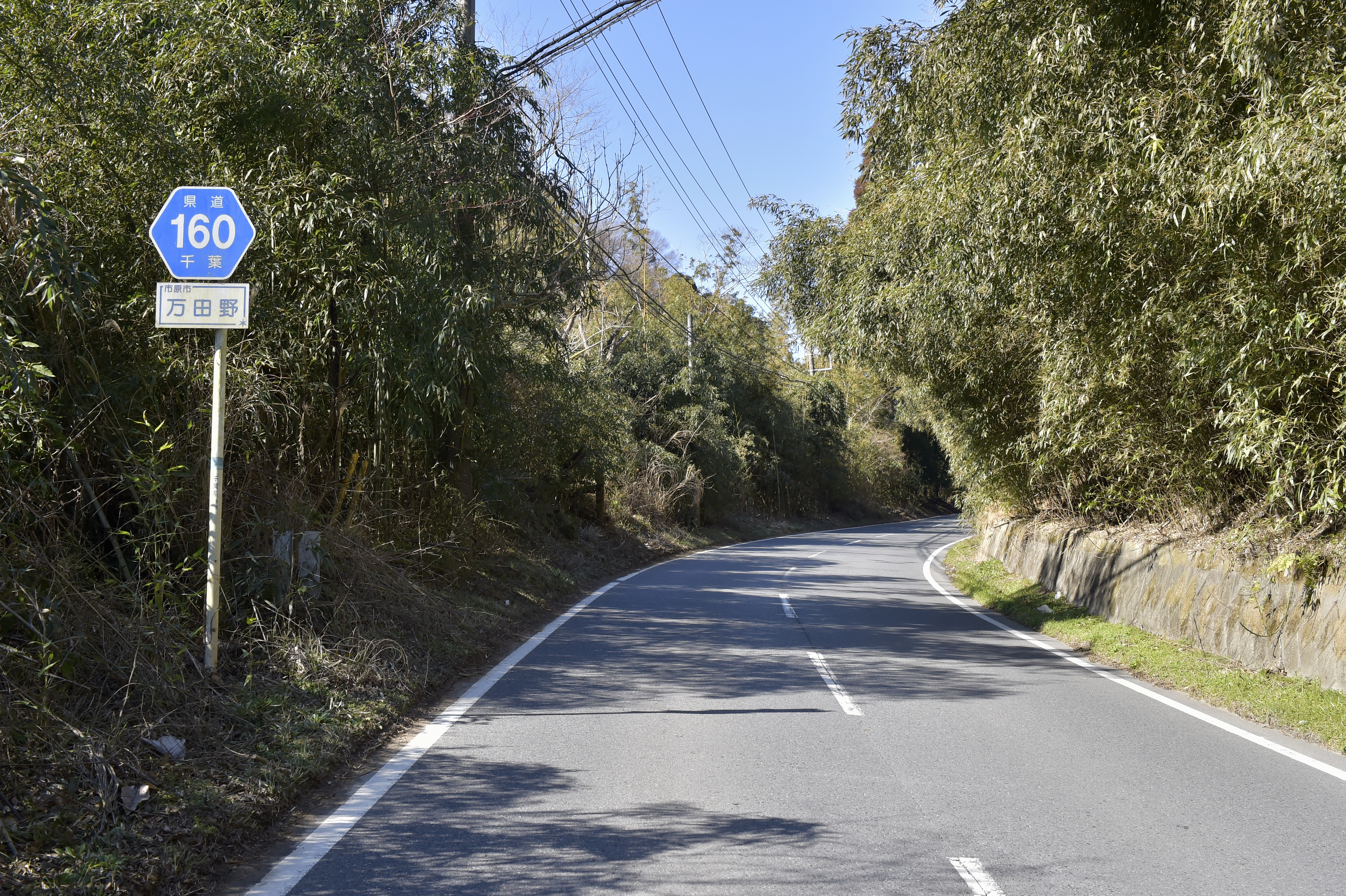
千葉県道160号加茂木更津線
市原市万田野（2023年2月）

## 路線データ
- 起点：市原市飯給 飯給交差点（千葉県道81号市原天津小湊線接続）
- 終点：木更津市大和3丁目・東中央3丁目・太田2丁目・太田3丁目 木更津駅入口交差点（千葉県道222号木更津停車場線・千葉県道270号木更津袖ケ浦線接続）
- 総延長：*.* km（市原土木事務所管内：*.* km、君津土木事務所管内：6.211 km[1]）
- 重用延長：*.* km（市原土木事務所管内：*.* km、君津土木事務所管内：0.662 km）
- 実延長：9.708 km（市原土木事務所管内：4.159 km[2]、君津土木事務所管内：5.549 km[1]）

## 路線状況

### 重複区間
- 末吉交差点 - 木更津駅入口交差点（千葉県道23号木更津末吉線）
- 戸崎2丁目交差点 - 信号無交差点（戸崎）（千葉県道145号長浦上総線）

### 道路施設
- 待場橋（養老川、市原市徳氏 - 飯給）
- 小櫃橋（小櫃川）
- 原田大橋（矢那川）

## 地理

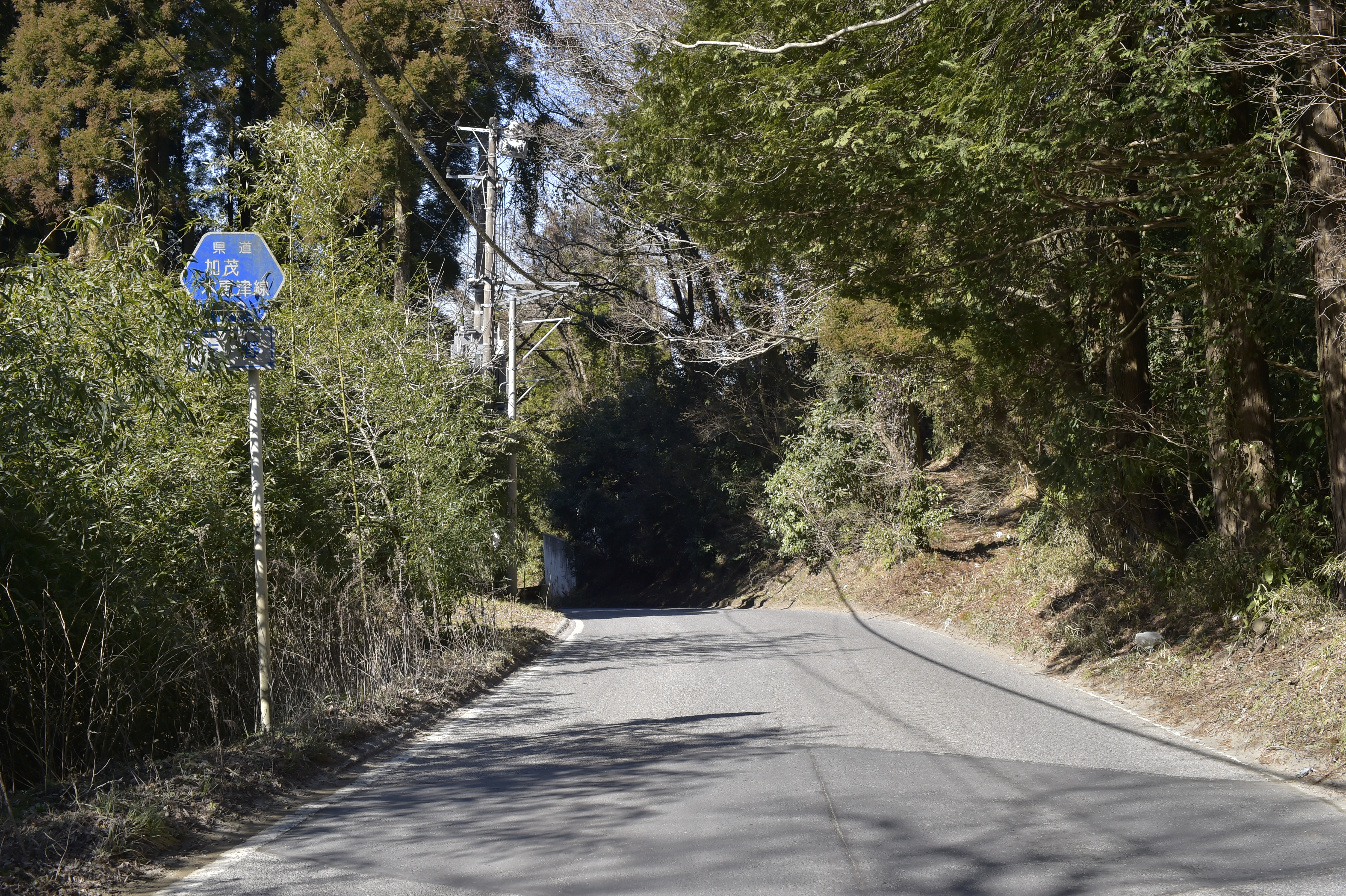
君津市吉野（2023年2月）

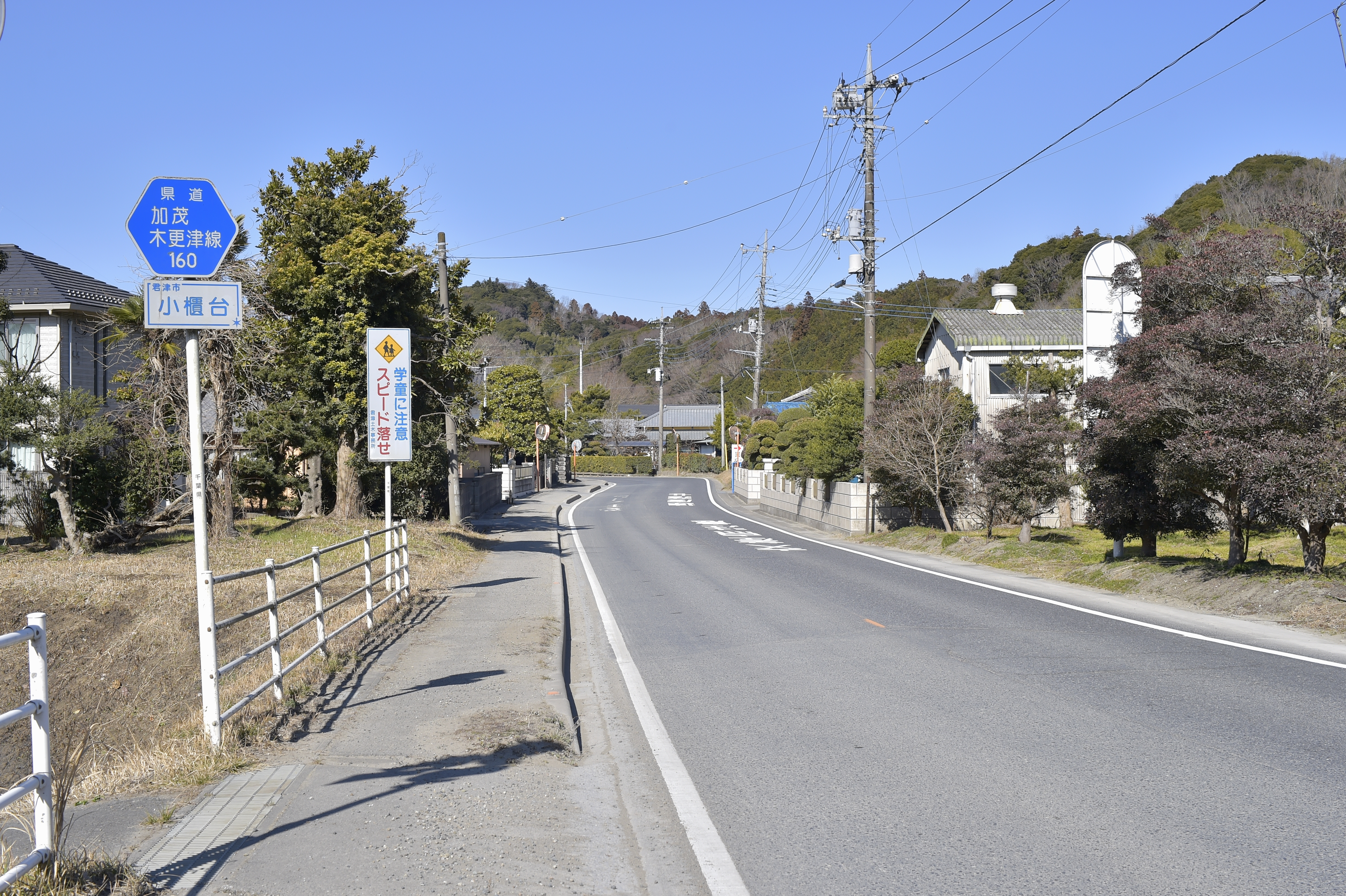
君津市小櫃台（2023年2月）

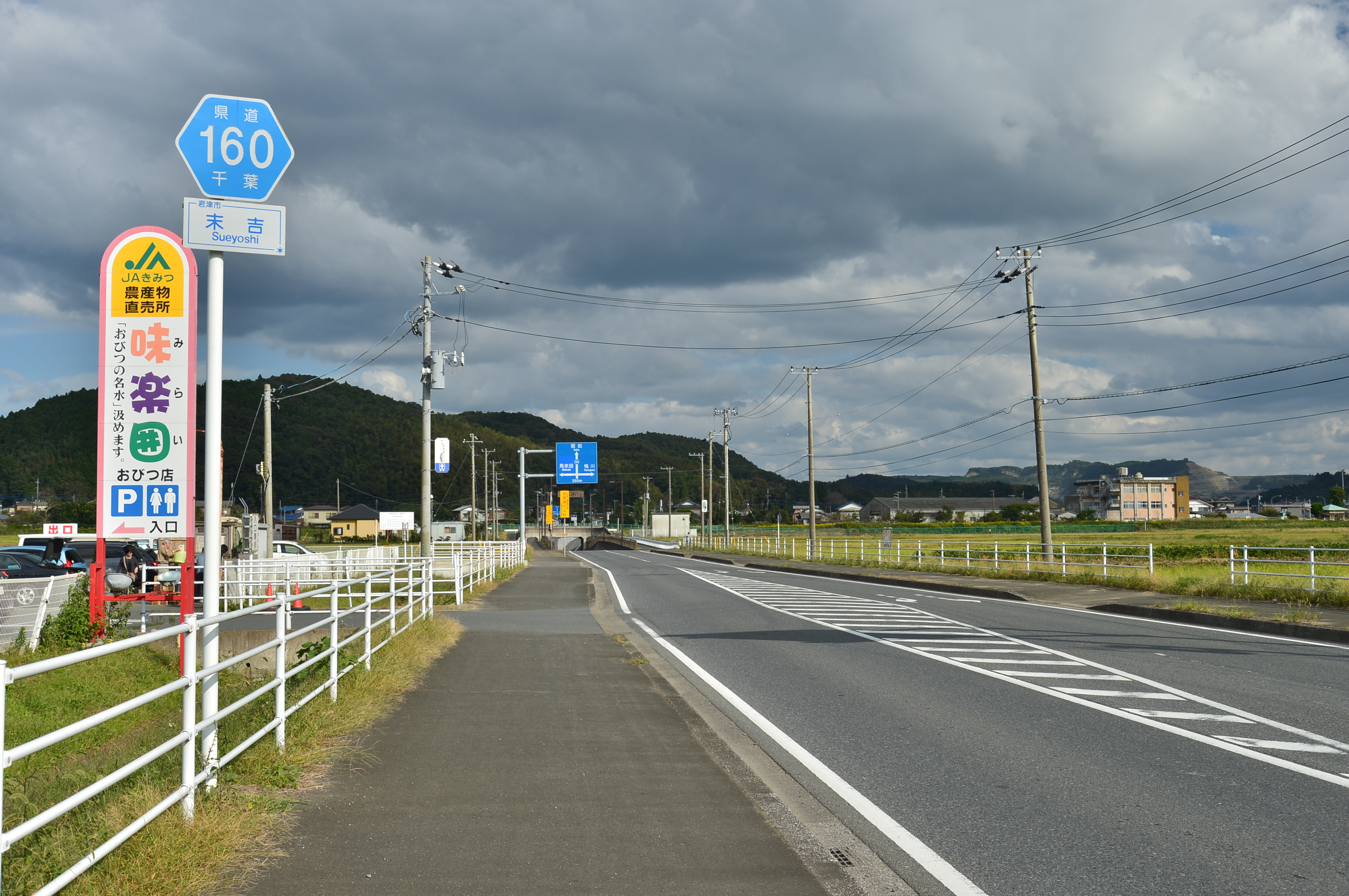
君津市末吉（2016年10月）

### 通過する自治体
- 千葉県
  - 市原市 - 君津市 - 木更津市

### 交差する道路
- 千葉県市原市
  - 飯給交差点（千葉県道81号市原天津小湊線）
- 千葉県君津市
  - 信号無交差点（末吉）（県道160号別線）
  - 末吉交差点（国道410号）

ここから千葉県道23号木更津末吉線との重用区間
  - 信号交差点（俵田）（国道410号別線）
  - 戸崎2丁目交差点（千葉県道145号長浦上総線）
  - 信号無交差点（戸崎）（千葉県道145号長浦上総線）
- 千葉県木更津市
  - 信号無交差点（矢那）（千葉県道33号君津平川線本線） ※一部重複
  - 高倉交差点（千葉県道33号君津平川線別線）
  - 立体交差（館山自動車道）
  - 太田立体交差下交差点（国道16号）
  - 木更津駅入口交差点（千葉県道222号木更津停車場線・千葉県道270号木更津袖ケ浦線）

#### 別線
- 千葉県君津市
  - 信号無交差点（末吉）（県道160号本線）
  - 三田交差点（国道410号）
  - 立体交差（久留里線）
  - 末吉西交差点（国道410号別線）

### 沿線
- 飯給駅
- ザ・カントリークラブジャパン（ゴルフ場）
- 御腹川（小櫃川支流）
- 小櫃駅

千葉県道23号木更津末吉線との重複区間については千葉県道23号木更津末吉線#地理を参照。